# Озрим
Озрим (алб. Ozdrim) је насељено место у општини Пећ, на Косову и Метохији. Према попису становништва из 2011. у насељу је живео 551 становник.

## Становништво
Према попису из 2011. године, Озрим има следећи етнички састав становништва:
| Националност | 2011.        |
| Албанци      | 531 (96,37%) |
| Египћани     | 20 (3,63%)   |
| Укупно       | 551          |

| Демографија | Демографија | Демографија |
| Година      | Становника  | Становника  |
| ----------- | ----------- | ----------- |
| 1948.       | 426         |             |
| 1953.       | 437         |             |
| 1961.       | 449         |             |
| 1971.       | 618         |             |
| 1981.       | 746         |             |
| 1991.       | 748         |             |
| 2011.       | 551         |             |